# Gō Jibiki
Gō Jibiki (地曵豪, Jibiki Gō), né le 7 mai 1976 à Tokyo, est un acteur japonais.

## Biographie
Né à Tokyo le 7 mai 1976, il vécut 4 ans à Singapour, 3 ans aux États-Unis et termina ses études à l'université Gakushuin.
Ses loisirs sont de discuter en anglais, l'iaidō et l'équitation.
Il a été entraîné au laijitsu par le maître Tetsuzan Kuroda pendant environ 15 ans.

## Filmographie sélective
- 1998 : Histoire d'avril (四月物語, Shigatsu monogatari?) de Shunji Iwai
- 2002 : Face à son destin (突入せよ! あさま山荘事件, Totsunyū seyo! Asama sansō jiken?) de Masato Harada
- 2004 : Godzilla: Final Wars (ゴジラ ファイナルウォーズ, Gojira: Fainaru wōzu?) de Ryūhei Kitamura
- 2007 : United Red Army (実録・連合赤軍 あさま山荘への道程, Jitsuroku rengō sekigun: Asama sansō e no michi?) de Kōji Wakamatsu[1] : Tsuneo Mori
- 2008 : Inju : la Bête dans l'ombre de Barbet Schroeder : journaliste
- 2010 : Le Soldat dieu (キャタピラー, Kyatapirā?) de Kōji Wakamatsu : officier militaire #1
- 2012 : Kaien hoteru · burū (海燕ホテル・ブルー?) de Kōji Wakamatsu
- 2012 : 25 novembre 1970 : le jour où Mishima choisit son destin (11・25自決の日 三島由紀夫と若者たち, 11.25 Jiketsu no hi: Mishima Yukio to wakamonotachi?) de Kōji Wakamatsu :
- 2013 : Tobidase Shinsengumi! (とびだせ新選組！?) de Shō Nobushi (ja)
- 2013 : Unforgiven (許されざる者, Yurusarezaru mono?) de Lee Sang-il : Hirata
- 2015 : Five to Nine
- 2016 : A Bride for Rip Van Winkle (リップヴァンウィンクルの花嫁, Rippu Van Winkuru no hanayome?) de Shunji Iwai : Tetsuya
- 2018 : Utopia (ユートピア, Yūtopia?) de Shunta Itō
- 2018 : Tomerareruka, oretachi o (止められるか、俺たちを?) de Kazuya Shiraishi
- 2018 : The Outsider de Martin Zandvliet